# أولدامبت
أولدامبت هي بلدية بمقاطعة خرونينجن، هولندا.

## طوبوغرافيا
خريطة طوبوغرافية هولندية لبلدية أولدامبت، يونيو 2015، (تقرأ بعد ثلاث نقرات على الخريطة)